# バンバン・パムンカス
バンバン・パムンカス（Bambang Pamungkas、1980年6月10日 - ）は、インドネシアの元サッカー選手。現役時代のポジションはフォワード（FW）。
同国代表の歴代最多得点記録保持者。インドネシアを含めた東南アジア4ヵ国共催のAFCアジアカップ2007においては、同大会唯一の勝利であるグループリーグでのバーレーン戦で決勝点となるゴールを決めた。